# Jeika
Die Jeika (russisch Ейка) ist ein etwa 400 km langer rechter Nebenfluss der Unteren Tunguska im asiatischen Teil von Russland.

## Verlauf
Die Jeika entsteht unweit des Grenzpunkts zwischen der Republik Sacha, der Oblast Irkutsk und der Region Krasnojarsk. Sie fließt anfangs in einem Bogen erst nach Osten, dann nach Süden und schließlich nach Westen. Dabei bildet sie im Oberlauf die Grenze zwischen der Oblast Irkutsk und der Region Krasnojarsk. Der Fluss windet sich durch den westlichen Teil des Mittelsibirischen Berglands und mündet schließlich 250 km östlich von Tura in die nach Westen strömende Untere Tunguska.
Die Jeika entwässert ein Areal von etwa 18.900 km². Die Jeika wird hauptsächlich von der Schneeschmelze gespeist. 
Größere Nebenflüsse der Jeika sind: Munkamba von links sowie Juneken, Tanga und Pirda von rechts.